# Mélanie de Jesus dos Santos
Mélanie Johanna de Jesus dos Santos (Schœlcher, 5 maart 2000) is een Franse turnster. Ze werd Europees kampioene allround in 2019, twee keer Europees kampioene op de vloeroefening (2018, 2019) en de Europese kampioen van 2021 op de evenwichtsbalk. In 2021 vertegenwoordigde ze Frankrijk op de Olympische Zomerspelen van 2020, waar ze zesde werd met het team en op de ongelijke liggers, en elfde werd in de allroundfinale.

## Biografie
De Jesus dos Santos werd geboren in Schœlcher, Martinique, als kind van een Portugese vader en een Martinikaanse moeder. Ze heeft aan vaderskant twee halfzussen die bij hun vader in Portugal wonen. Toen ze vijf was begon ze met gymnastiek in een turnclub in La Trinité. In 2013 verhuisde ze naar Saint-Etienne, op het Franse vasteland, om zich te kunnen aansluiten bij het Franse nationale team en deel te kunnen nemen aan Europese competities. De Jesus dos Santos spreekt Frans, Engels en Martinikaans Creools.
1957: Larissa Latynina ·
1959: Polina Astachova ·
1961: Larissa Latynina ·
1963: Mirjana Bilić ·
1965: Věra Čáslavská ·
1967: Věra Čáslavská ·
1969: Olga Karasyova ·
1971: Ljoedmila Toerisjtsjeva ·
1973: Ljoedmila Toerisjtsjeva ·
1975: Nelli Kim ·
1977: Maria Filatova / Elena Mukhina ·
1979: Nadia Comăneci ·
1981: Maxi Gnauck ·
1983: Olga Bicherova / Ecaterina Szabo ·
1985: Jelena Sjoesjoenova ·
1987: Daniela Silivaș ·
1989: Svetlana Boginskaja / Daniela Silivaș ·
1990: Svetlana Boginskaja ·
1992: Gina Gogean ·
1994: Lilija Podkopajeva ·
1996: Lavinia Miloșovici / Lilija Podkopajeva ·
1998: Svetlana Chorkina / Corina Ungureanu ·
2000: Ludivine Furnon ·
2002: Alona Kvasha ·
2004: Cătălina Ponor ·
2005: Isabelle Severino ·
2006: Sandra Izbașa ·
2007: Vanessa Ferrari ·
2008: Sandra Izbașa ·
2009: Beth Tweddle ·
2010: Beth Tweddle ·
2011: Sandra Izbașa ·
2012: Larisa Iordache] ·
2013: Ksenia Afanasjeva ·
2014: Vanessa Ferrari / Larisa Iordache ·
2015: Ksenia Afanasjeva ·
2016: Giulia Steingruber ·
2017: Angelina Melnikova ·
2018: Mélanie de Jesus dos Santos ·
2019: Mélanie de Jesus dos Santos ·
2020: Larisa Iordache ·
2021: Jessica Gadirova ·
2022: Jessica Gadirova ·
2023: Jessica Gadirova ·
2024: Manila Esposito
1957: Larissa Latynina ·
1959: Věra Čáslavská ·
1961: Polina Astachova ·
1963: Ewa Rydell ·
1965: Věra Čáslavská ·
1967: Věra Čáslavská ·
1969: Karin Büttner-Janz ·
1971: Tamara Lazakovitsj ·
1973: Ljoedmila Toerisjtsjeva ·
1975: Nadia Comăneci ·
1977: Jelena Moechina ·
1979: Natalja Sjaposjnikova ·
1981: Maxi Gnauck ·
1983: Lavinia Agache ·
1985: Oksana Omelianchik ·
1987: Daniela Silivaș ·
1989: Olesya Dudnik / Gabriela Potorac
1990: Svetlana Boginskaja ·
1992: Svetlana Boginskaja ·
1994: Gina Gogean ·
1996: Rozalia Galiyeva ·
1998: Yevgeniya Kuznetsova ·
2000: Svetlana Chorkina ·
2002: Ludmilla Ezhova ·
2004: Cătălina Ponor ·
2005: Cătălina Ponor ·
2006: Cătălina Ponor ·
2007: Yulia Lozhechko ·
2008: Ksenia Semyonova ·
2009: Yana Demyanchuk ·
2010: Amelia Racea ·
2011: Anna Dementyeva ·
2012: Cătălina Ponor ·
2013: Larisa Iordache ·
2014: Maria Kharenkova ·
2015: Andreea Munteanu ·
2016: Alia Moestafina ·
2017: Cătălina Ponor ·
2018: Sanne Wevers ·
2019: Alice Kinsella ·
2020: Larisa Iordache ·
2021: Mélanie de Jesus dos Santos ·
2022: Emma Malewski ·
2023: Sanne Wevers ·
2024: Manila Esposito ·